# مامبروي
مامبروي هي منطقة في مقاطعة الساحل الكينية، وتقع شرق ماريكيبوني على طول طريق ماليندي-جاريسا، جنوب جونجوني وشمال ماليندي.

## تاريخها
تتميز مامبروي أيضًا بعمارة القرن الرابع عشر، حيث تضم أكثر من خمسة مبانٍ بُنيت في القرن نفسه، لكنها لا تزال في حالة متداعية. كما تضم القرية 11 مسجدًا، على الرغم من أن عدد سكانها يقارب 200 أسرة.
اكتشاف عملة يونغلي تونغباو في ماندا، حوالي عام 130كم إلى الشمال، في عام 2010، أثارت تكهنات حول علاقات تجارية أوسع بين الصين وساحل السواحلي مما كان يُعتقد سابقًا، على الأقل قبل عقود من وصول فاسكو دا جاما. وجدت النظرية دعمًا إضافيًا في اكتشاف شظية من الخزف تعود إلى كلاين إمبراطوري صيني. لم يتمكن فريق الآثار الصيني الذي أمضى عدة سنوات في التنقيب في محيط المدينة من التحقق من صحة الفرضية بعد.